# Ayrton Preciado
Eduar Ayrton Preciado García, ismertebb nevén Ayrton Preciado (Esmeraldas, 1994. július 17. –) ecuadori válogatott labdarúgó, a mexikói Santos Laguna középpályása.

## Pályafutása

### Klubcsapatokban
Preciado az ecuadori Esmeraldas városában született. Az ifjúsági pályafutását a Deportivo Quito akadémiájánál kezdte.
2011-ben mutatkozott be a Deportivo Quito felnőtt keretében. 2013 és 2018 között a portugál Trofense és Leixões, illetve az ecuadori Aucas és Emelec csapatát erősítette. 2018. július 22-én négyéves szerződést kötött a mexikói első osztályban szereplő Santos Laguna együttesével. Először a 2018. augusztus 6-ai, Puebla ellen 2–0-ra megnyert mérkőzés 80. percében, Jonathan Rodríguez cseréjeként lépett pályára. Első ligagólját 2019. február 17-én, a Cruz Azul ellen idegenben 2–1-es győzelemmel zárult találkozón szerezte meg.

### A válogatottban
Preciado 2017-ben debütált az ecuadori válogatottban. Először a 2017. június 9-ei, Venezuela ellen 74. percében, Ángel Menat váltva lépett pályára. Első válogatott gólját 2019. június 9-én, Mexikó ellen 3–2-re elvesztett barátságos mérkőzésen szerezte meg.

## Statisztikák
2022. október 17. szerint
| Klub          | Szezon   | Osztály  | Bajnokság | Bajnokság | Kupa  | Kupa | Nemzetközi | Nemzetközi | Összesen | Összesen |
| Klub          | Szezon   | Osztály  | Meccs     | Gól       | Meccs | Gól  | Meccs      | Gól        | Meccs    | Gól      |
| ------------- | -------- | -------- | --------- | --------- | ----- | ---- | ---------- | ---------- | -------- | -------- |
| Santos Laguna | 2018–19  | Liga MX  | 26        | 2         | 3     | 1    | —          | —          | 29       | 3        |
| Santos Laguna | 2019–20  | Liga MX  | 2         | 0         | 0     | 0    | 2          | 0          | 4        | 0        |
| Santos Laguna | 2020–21  | Liga MX  | 11        | 3         | 0     | 0    | —          | —          | 11       | 3        |
| Santos Laguna | 2021–22  | Liga MX  | 12        | 4         | 0     | 0    | —          | —          | 12       | 4        |
| Santos Laguna | 2022–23  | Liga MX  | 1         | 0         | 0     | 0    | —          | —          | 1        | 0        |
| Összesen      | Összesen | Összesen | 52        | 9         | 3     | 1    | 2          | 0          | 57       | 10       |

### A válogatottban
| Válogatott | Év       | Pályára lépés | Gól |
| ---------- | -------- | ------------- | --- |
| Ecuador    | 2017     | 3             | 0   |
| Ecuador    | 2018     | 6             | 0   |
| Ecuador    | 2019     | 5             | 1   |
| Ecuador    | 2021     | 8             | 2   |
| Ecuador    | 2022     | 2             | 0   |
| Összesen   | Összesen | 24            | 3   |

#### Góljai a válogatottban
| # | Időpont          | Helyszín                                                 | Ellenfél  | Gólok | Eredmény | Kiírás               |
| - | ---------------- | -------------------------------------------------------- | --------- | ----- | -------- | -------------------- |
| 1 | 2019. június 9.  | AT&T Stadion, Arlington, Amerikai Egyesült Államok       | Mexikó    | 2–2   | 2–3      | Barátságos mérkőzés  |
| 2 | 2021. június 20. | Estádio Olímpico Nilton Santos, Rio de Janeiro, Brazília | Venezuela | 1–0   | 2–2      | 2021-es Copa América |
| 3 | 2021. június 23. | Estádio Olímpico Pedro Ludovico, Goiânia, Brazília       | Peru      | 2–0   | 2–2      |                      |

## Fordítás
Ez a szócikk részben vagy egészben  az   Ayrton Preciado című angol Wikipédia-szócikk fordításán alapul.  Az eredeti cikk szerkesztőit annak laptörténete sorolja fel. Ez a jelzés csupán a megfogalmazás eredetét és a szerzői jogokat jelzi, nem szolgál a cikkben szereplő információk forrásmegjelöléseként.